# Tutta la città ne parla (programma radiofonico)
Tutta la città ne parla è un programma radiofonico irradiato dal 2010 sulle frequenze di Rai Radio 3.

## Il programma
Il programma, nato sotto la direzione di Marino Sinibaldi, approfondisce un tema emerso durante il filo diretto di Prima Pagina Intrecciando le competenze degli esperti, le testimonianze dei protagonisti, le riflessioni di storici, filosofi e scrittori, insieme alle esperienze dei cittadini e ai messaggi degli ascoltatori.

### Storia
La prima puntata venne trasmessa l'11 gennaio 2010, fu condotta da Giorgio Zanchini, da poco uscito dal Giornale Radio Rai e da Rai Radio 1, dove conduceva Radio anch'io. A partire dal 2011, il programma va in onda anche durante i ponti e le festività, condotto da Pietro Del Soldà. Nel 2014, con il ritorno di Zanchini ai microfoni di Rai Radio 1, Dal Soldà eredita la conduzione del programma.